# Carolyn Swords
Carolyn Swords (ur. 19 lipca 1989) – amerykańska koszykarka występująca na pozycji środkowej.
23 czerwca 2016 została zawodniczką Basketu 90 Gdynia. 10 sierpnia 2017 podpisała umowę z zespołem InvestInTheWest AZS AJP Gorzów Wielkopolski.
24 lutego 2020 ogłosiła zakończenie kariery w WNBA, dołączając jednocześnie do sztabu Las Vegas Aces, jako specjalistka od marketingu. Przed rozpoczęciem sezonu powróciła do składu.

## Osiągnięcia
Na podstawie, o ile nie zaznaczono inaczej..
NCAA
- MVP
  - drużyny Boston Eagles (2011)
  - turnieju:
    - TD Bank Classic (2010)
    - Junkanoo Jam (2011)
    - Hoops For Cure (2009)
- Zaliczona do:
  - składu All-American Honorable Mention (2011 przez Associated Press)
  - I składu:
    - konferencji Atlantic Coast (ACC – 2010, 2011)
    - turnieju ACC (2009)
    - ACC All-Academic (2008, 2009)
    - debiutantek ACC (2008)

  - II składu:
    - ACC (2009)
    - turnieju ACC (2010)
- Liderka NCAA w skuteczności rzutów z gry (2009–2011)

WNBA
- Wicemistrzyni WNBA (2020)[5]

Indywidualne
- Zaliczona do składu honorable mention ligi (przez eurobasket.com):
  - włoskiej (2015)[6]
  - tureckiej (2013)[7]